# 新潟県道237号金井新穂線
新潟県道237号金井新穂線（にいがたけんどう237ごう かないにいぼせん）は、新潟県佐渡市内（佐渡島内）の一般県道。

## 概要
- 陸上距離：
- 起点：佐渡市中興
- 終点：佐渡市上新穂
- 重複区間：

佐渡市の金井地区と新穂地区を結ぶ幹線道路。沿線に佐渡市役所がある。通称「国仲線（くになかせん）」と呼ばれる。

## 通過する自治体
- 新潟県
  - 佐渡市

## 主な接続路線
- 国道350号（中興）
- 新潟県道181号多田皆川金井線
- 新潟県道65号両津真野赤泊線（日吉神社前交差点）

## 別名・通称
- 国仲線